# کوه سنت مایکل
کوه سنت مایکل (کرنوالی: Karrek Loos yn Koos , به معنی " سنگ هوار در جنگل") جزیره ای جزر و مدی در خلیج کوه، کرن وال، انگلستان است. این جزیره به شهر مارازیون، متصل شده‌است. این جاده توسط انسان ساخته شده و دراواسط جزر و پایین بودن آب، امکان حرکت روی آن وجود دارد. این مرکز توسط National Trust اداره می‌شود و قلعه و نمازخانه قرار گرفته در آن، از حدود سال ۱۶۵۰ محل زندگی خانواده St Aubyn بوده‌است.
از نظر تاریخی، کوه سنت مایکل همتای کورنیش از مونت سن میشل در نرماندی، فرانسه بود (که دارای ویژگی‌های جزیره جزر و مدی و شکل مخروطی یکسانی است، اگرچه با ۵۷ جریب فرنگی (۲۳ هکتار)، از Mont St Michel که مساحت ۲۴۷ جریب فرنگی (۱۰۰ هکتار) کوچکتر از کوه سنت مایکل است.